# Lago Dubawnt
El lago Dubawnt es un gran lago de Canadá, situado en el territorio autónomo de Nunavut.

## Geografía
De una superficie de 3.833 km², el lago Dubawnt está situado a 236 m  de altitud, en la zona meridional del Nunavut continental, a 350 kilómetros al sur del círculo polar ártico.
El lago se caracteriza por un litoral recortado y con numerosas islas. Sus aguas se vierten en dirección norte por el río Dubawnt en el lago Aberdeen, antes de desembocar en la bahía de Hudson a través del río Thelon.
El lago está en el punto de contacto entre los indios Chipewyan y los inuit, pero no hay ningún establecimiento permanente en el lago.

## Flora y fauna
En las aguas del lago abundan las truchas grises de Canadá, corégonos, y otras especies de la familia Salmonidae.
El lago se encuentra en la ruta migratoria de los caribúes de Kaminuriak, que cuenta con más de 500.000 animales.
También se encuentran en la zona Buey almizclero, sobre todo en la zona oeste en la Reserva de Thelon. Los principales depredadores son los lobos, los zorros y los osos grises. Los principales depredadores son los lobos, los zorros y los osos gizzly.
La vegetación de la zona se limita a la tundra subártica, constada por brezos y por líquenes, aunque se encuentra algunos bosques de piceas en la zona más meridional del lago.

## Historia
El lago fue descubierto por Samuel Hearne en 1770, pero permaneció prácticamente desconocido hasta 1893 tras la exploración de J. B. Tyrrell.